# 瑞士法郎
瑞士法郎（ISO代码：CHF，数字代码：756），简称瑞郎，是瑞士和列支敦士登的法定货币，由瑞士国家银行发行。由于瑞士稳定的政治环境及财政政策，瑞郎一直被视为是世界强势货币之一。
瑞士地处欧洲中心，被大部分使用欧元的欧盟国家所包围，所以瑞士境内大城市中很多商铺及机构也接受欧元支付。另外，意大利金皮庸（Campione d'Italia）和德国布辛根（Büsingen am Hochrhein）均邻近瑞士本土，是瑞士的内飞地；金皮庸以瑞郎为主要货币，布辛根虽以欧元为法定货币，但日常生活主要使用瑞郎。

## 歷史

### 瑞士法郎的起源
在1798年成立赫爾維蒂共和國之前，鑄造貨幣的權力屬於各州、城市、修道院和個別領主所有，彼此之間互不隸屬。
直到1798年，由法國人引入了一種統一的法郎貨幣，並稱為瑞士法郎（法語：franc de Suisse）。而1瑞士法郎等於10個伯尔尼巴岑（Batzen），或6.614克純銀，或1.4597法國法郎；而瑞士法郎可被劃分為10個巴岑或100個拉彭（Rappen），在此之前，於伯爾尼等地作為記帳貨幣所使用的克朗單位相當於25個巴岑。
隨著1803年的《調解法令》（Mediationsakte），鑄幣權重新回到各州。然而，瑞士邦联议会（Tagsatzung）決定將瑞士法郎作為統一貨幣，並將其價值設定為6.77025克純銀，或1.5法國法郎。各州的主要流通貨幣依照這一標準鑄造，但輔幣仍然沿用舊有單位。

### 1850年貨幣改革
1848年，瑞士成為聯邦制國家，貨幣政策改由聯邦政府負責。1850年5月7日，瑞士通過了《聯邦貨幣法》，正式確立法郎為瑞士貨幣，並採用與法國（銀）法郎相同的貨幣標準。在貨幣引入之前，瑞士國內曾進行激烈辯論，討論應該與法國法郎掛鉤，還是與南德意志地區的古尔登（Gulden）系統接軌。
其中，法语区的巴塞尔支持與法國接軌，而其餘德语区則支持南德模式。
從1850年起，瑞士開始鑄造新貨幣，並於次年發行。在1850年和1851年發行的瑞士法郎硬幣邊緣，可以看到著名瑞士雕塑家、錢幣雕刻師兼勳章設計師安東·博維（Antoine Bovy）的簽名（A. BOVY）。

### 拉丁貨幣聯盟（1865–1927）與經濟大蕭條時期
從1865年到1927年，瑞士加入了拉丁货币同盟，這意味著來自法國、比利時、義大利和希臘的金幣和銀幣可以在瑞士作為法定貨幣流通。根據貨幣同盟的規定，各國貨幣單位的價值標準為4.5克銀或0.290322克金。
但就在1910年代，貨幣同盟已逐漸失去影響力，並於1927年正式解散，但瑞士法郎仍維持其金本位制，直到1936年，後來由於發生了全球經濟大蕭條，瑞士不得不將法郎貶值30%。
根據金本位制的標準 ，1912年瑞士法郎對德國馬克的匯率為0.81，並保持不變至1932年。

### 布雷頓森林體系時期（1949–1973）
從1945年到1973年布雷顿森林体系崩潰前，瑞士法郎與美元掛鉤。1945年至1949年間，1美元可兌換4.30521瑞士法郎；1949年至1973年間，1美元可兌換4.375瑞士法郎，相當於每法郎含有0.203125克黃金。自1973年以來，美元相對於瑞士法郎不斷貶值。

### 穩定時期（1973–2011）
自布雷頓森林體系崩潰後，瑞士法郎一直被視為穩定且抗風險的貨幣，並受益於瑞士經濟的發展。投資者對瑞士作為金融中心的信任，以及該國經濟與政治的穩定性，使瑞士法郎成為國際市場上備受追捧的避險貨幣。
歷史上，每當全球發生政治或經濟危機，國際投資者往往將瑞士法郎視為「安全避風港」。這種信任導致國際金融市場上對瑞士法郎的需求增加，進一步推動法郎升值。

### 固定匯率時期 (2011–2015)
歐洲中央銀行長期實施寬鬆的貨幣政策，讓歐羅貶值，國際資金因此轉向瑞士法郎。不過，瑞士認為本地貨幣的匯率過高，對國家經濟构成威脅。2011年9月11日，瑞士国家银行宣布無限量購入外匯（欧元），以阻止瑞郎過度升值。歐元兌瑞郎的匯率上限定為1.2，貶值則無下限。
2015年1月15日，瑞士央行突然放棄實施三年的掛勾機制，准许瑞郎自由浮動。瑞郎兌歐元當日大升三成。同時，把負利率進一步下降至-0.75%。不少投資基金、銀行及外匯交易商出現巨額損失，美國外匯交易商福匯（FXCM）虧損就達到2.25億美元，紐西蘭外匯券商Excel Markets宣布破產，花旗銀行損失超過1.5億美元。

## 流通面值

### 硬幣
目前在瑞士货币市场上流通的硬币为5分、10分、20分、50分、1瑞郎、2瑞郎和5瑞郎。

### 纸币
目前在瑞士货币市场上流通的纸币的面额为10瑞郎、20瑞郎、50瑞郎、100瑞郎、200瑞郎和1000瑞郎。
其中1995年發行的第八版和2016年發行的第九版瑞郎紙鈔至今仍在流通使用。
2024年，瑞士国家银行宣布舉辦設計第十版瑞士法郎鈔票設計的競賽，並預計於2030年開始發行新的鈔票。

#### 第九版
自2016年起已成功发行10、20及50瑞郎纸币。2018年8月22日，瑞士央行宣布200瑞郎新版纸币正式上市流通, 其图案主题为“科学探索”。 第九版1000瑞郎面值纸钞于2019年3月13日向公众揭晓，主题为“交流沟通”。而最后一款100瑞郎新币，在2019年9月3日公開，主題為“水”，並已正式開始流通。
該套鈔票由瑞士艺术家 Manuela Pfrunder 设计, 计划从2016年至2019年陆续推出新款第九版纸币以循序渐进地取代第八版纸币。
- 新版10瑞郎于2017年10月18日发行，其设计传达了“时间”的概念。
- 新版20瑞郎的主题是“光”，于2016年5月17日发行。
- 新版50瑞郎于2016年4月12日开始流通，主题为“风”。[14]

| CHF 10 9 front   | CHF 10 9 back   | 10法郎   | 70 × 123 mm | 黃色 | 时间：瑞士人条理的一面     |
|                  | CHF20 9 back    | 20法郎   | 70 × 130 mm | 紅色 | 光：瑞士人创造性的一面     |
| CHF 50 9 front   | CHF 50 9 back   | 50法郎   | 70 ×137 mm  | 綠色 | 风：瑞士人充满经历的一面   |
| CHF 100 9 front  | CHF 100 9 back  | 100法郎  | 70 × 144 mm | 藍色 | 水：瑞士人人性的一面       |
| CHF 200 9 front  | CHF 200 9 back  | 200法郎  | 70 × 151 mm | 褐色 | 材料：瑞士人科技的一面     |
| CHF 1000 9 front | CHF 1000 9 back | 1000法郎 | 70 × 158 mm | 紫色 | 语言：瑞士人富於交际的一面 |

#### 第八版
1995年推出的第八版纸币同样在流通中，采用人物肖像作为主题：
- 10元纸币上为建筑师勒·柯布西耶（Le Corbusier），虽生在瑞士但重要建筑作品多在瑞士以外。
- 20元紙幣上為音乐家霍尼格（Arthur Honegger），知名樂曲《太平洋231》作者，法国六人团成员。
- 50元纸币上为女性画家苏菲·陶柏·阿尔普（Sophie Taeuber-Arp），她被认为是20世纪最重要的几何抽象艺术家之一。
- 100元纸币上为雕塑家阿爾伯托·賈科梅蒂（義大利語：Alberto Giacometti），他比较擅长用立体方法去创作作品。
- 200元纸币上为作家查理斯·菲迪南德·拉缪（Charles-Ferdinand Ramuz），他常使用法语写作田园浪漫派诗歌和散文。
- 1000元纸币上为文化歷史學家雅各·布克哈特（Jacob Christoph Burckhardt），他的研究重点在于欧洲艺术史与人文主义。
  - 其中1000瑞郎是目前世界上價值第3高流通貨幣，僅次於10000新加坡元及10000汶萊元（新加坡已于2014年停发10000新加坡元，文莱已于2020年停发10000文莱元，虽然仍在流通，但相信不久之后1000瑞郎将成为价值最高的流通货币），幣值約合1,350新加坡元、1,350汶萊元、998美元、7,826港元、6,690人民幣、111,773日元、882歐元、1,330加拿大元、1,393澳大利亞元、304科威特第納爾、51,583菲律賓披索或763英鎊[15][16]。

|  |  | 10法郎   | 74 × 126 mm | 黃色 | 勒·柯布西耶                                              |
|  |  | 20法郎   | 74 × 137 mm | 紅色 | 霍尼格                                                   |
|  |  | 50法郎   | 74 ×148 mm  | 綠色 | 蘇菲·陶柏·阿爾普                                         |
|  |  | 100法郎  | 74 × 159 mm | 藍色 | 阿爾伯托·賈科梅蒂                                        |
|  |  | 200法郎  | 74 × 170 mm | 褐色 | 查尔斯-费迪南德·拉穆兹 （Ramuz Charles Ferdinand Ramuz） |
|  |  | 1000法郎 | 74 × 181 mm | 紫色 | 雅各·布克哈特                                            |

### 流通硬幣
瑞士硬幣由瑞士官方造幣廠（前聯邦造幣廠）製造，以下為至今仍在流通的瑞士法郎硬幣。
| 幣值      | 圖像 | 正面       | 反面                        | 成分                    | 直徑     | 厚度    | 重量   | 齒邊壓花                          | 製造成本  |
| --------- | ---- | ---------- | --------------------------- | ----------------------- | -------- | ------- | ------ | --------------------------------- | --------- |
| 5 Rappen  |      | 自主神     | 藤蔓                        | 92 % 銅, 6 % 铝, 2 % 鎳 | 17,15 mm | 1,25 mm | 1,8 g  | 光滑                              | 4,22 Rp.  |
| 10 Rappen |      | 自主神     | 橡樹葉                      | 75 % 銅, 25 % 鎳        | 19,15 mm | 1,45 mm | 3 g    | 光滑                              | 6,63 Rp.  |
| 20 Rappen |      | 自主神     | 阿爾卑斯杜鵑                | 75 % 銅, 25 % 鎳        | 21,05 mm | 1,65 mm | 4 g    | 光滑                              | 8,47 Rp.  |
| ½ 法郎    |      | 赫爾維蒂婭 | 左：橡樹葉 右：阿爾卑斯杜鵑 | 75 % 銅, 25 % 鎳        | 18,20 mm | 1,25 mm | 2,2 g  | 棱紋                              | 7,10 Rp.  |
| 1 法郎    |      | 赫爾維蒂婭 | 左：橡樹葉 右：阿爾卑斯杜鵑 | 75 % 銅, 25 % 鎳        | 23,20 mm | 1,55 mm | 4,4 g  | 棱紋                              | 9,93 Rp.  |
| 2 法郎    |      | 赫爾維蒂婭 | 左：橡樹葉 右：阿爾卑斯杜鵑 | 75 % 銅, 25 % 鎳        | 27,40 mm | 2,15 mm | 8,8 g  | 棱紋                              | 19,40 Rp. |
| 5 法郎    |      | Alphirt    | 左：雪絨花 右：龍膽         | 75 % 銅, 25 % 鎳        | 31,45 mm | 2,35 mm | 13,2 g | ★★★ DOMINUS PROVIDEBIT ★★★★★★★★★★ | 36,30 Rp. |

## 歷史鈔樣

### 初版紙鈔（1907）
第一版紙幣包括 50、100、500 和 1000 瑞士法郎。當時，1000 瑞士法郎的紙幣價值極高，按今日的購買力計算，相當於11,800瑞士法郎。這些紙幣於 1907 年瑞士國家銀行成立時發行，並作為臨時紙幣使用，因為從國家銀行成立到正式發行紙幣的時間太短，來不及設計新的鈔票。
- 發行日期：1907 年 6 月 20 日
- 召回日期：1925 年 7 月 1 日
- 流通期限：1945 年 6 月 30 日

這些紙幣的模具由倫敦的布拉德伯里威尔金森製作，油墨印刷則由 Stämpfli & Co. 負責，而銅版印刷則在艾恩西德尔恩的 Benziger 公司進行。
| 面額（瑞士法郎） | 正面 | 反面 | 尺寸 (mm) | 發行日期           |
| ---------------- | ---- | ---- | --------- | ------------------ |
| 50               |      |      | 103×166   | 1907 年 6 月 20 日 |
| 100              |      |      | 116×183   | 1907 年 6 月 20 日 |
| 500              |      |      | 126×199   | 1907 年 6 月 20 日 |
| 1000             |      |      | 132×215   | 1907 年 6 月 20 日 |

### 第二版紙幣（1911）
1911年發行的第二版紙幣面額包括 5、10、20、40、50、100、500 和 1000 瑞士法郎。這套紙幣有效時間超過 67 年，但其中 10 瑞士法郎和 40 瑞士法郎的紙幣從未正式流通。
- 發行時間：1911 年 9 月 16 日
- 召回日期：1958 年 10 月 1 日
- 流通期限：1978 年 9 月 30 日

其中，5 瑞士法郎紙幣的召回時間較晚，直到1980年5月1日才召回，並且有效期限延至2000年4月30日。
1000、500、100、50 和 10 瑞士法郎的紙幣由倫敦的 Waterlow 公司印製，而 40、20 和 5 瑞士法郎的紙幣則由 Orell Füssli 公司印製。
| 面額（瑞士法郎） | 正面 | 反面 | 尺寸 (mm) | 發行日期       |
| ---------------- | ---- | ---- | --------- | -------------- |
| 5                |      |      | 72×125    | 1914年8月3日   |
| 10               |      |      | 82×135    | – (無正式流通) |
| 20               |      |      | 95×163    | 1914年7月31日  |
| 40               |      |      | 82×144    | – (無正式流通) |
| 50               |      |      | 106×165   | 1911年12月22日 |
| 100              |      |      | 115×181   | 1911年9月16日  |
| 500              |      |      | 125×200   | 1912年12月24日 |
| 1000             |      |      | 131×216   | 1911年9月16日  |

### 第三版紙幣（1918）
第三版紙幣包含兩種面額，於 1918 至 1930 年間作為「戰時紙幣」發行。此版包含三種不同設計的 20 瑞士法郎紙幣和兩種不同設計的 100 瑞士法郎紙幣，但每種面額僅有一款實際發行。
- 100 瑞士法郎紙幣：1925 年 7 月 1 日召回，1945 年 7 月 1 日失效。
- 20 瑞士法郎紙幣：1956 年 4 月 1 日召回，1976 年 4 月 1 日失效。

| 面額（瑞士法郎） | 正面 | 反面 | 尺寸 (mm) | 發行日期       |
| ---------------- | ---- | ---- | --------- | -------------- |
| 20               |      |      | 86×143    | 1930年7月15日  |
| 20               |      |      | 86×143    | – (無正式流通) |
| 20               |      |      | 88×141    | – (無正式流通) |
| 100              |      |      | 115×180   | 1918年9月27日  |
| 100              |      |      | 115×180   | – (無正式流通) |

### 第四版紙幣（1938）
第四版紙幣包括 50、100、500 和 1000 瑞士法郎。這是一組儲備貨幣，由 Orell Füssli 公司印製，從未正式發行使用。其中，500 瑞士法郎紙幣僅製作了樣張。
- 50、500 和 1000 瑞士法郎紙幣由 Hans Erni 設計。
- 100 瑞士法郎紙幣由 Victor Surbek 設計。[19]

| 面額（瑞士法郎） | 正面 | 反面 | 尺寸 (mm) | 發行日期 |
| ---------------- | ---- | ---- | --------- | -------- |
| 50               |      |      | 96 × 167  | –        |
| 100              |      |      | 106 × 190 | –        |
| 500              |      |      | 116 × 210 | –        |
| 1000             |      |      | 125 × 228 | –        |

### 第五版紙幣（1956）
第五版紙幣包括 10、20、50、100、500 和 1000 瑞士法郎。
- 發行時間：從 1956 年 3 月 29 日起分批發行。
- 召回日期：1980 年 5 月 1 日。
- 流通期限：2000 年 4 月 30 日。

其中，10 和 20 瑞士法郎紙幣由 Hermann Eidenbenz 設計，並由蘇黎世的 Orell Füssli 公司印製；面額較高的紙幣則由 Pierre Gauchat 設計，並分別由 Waterlow 和 De La Rue 公司印製。
| 面額（瑞士法郎） | 正面 | 反面 | 尺寸 (mm) | 發行日期      |
| ---------------- | ---- | ---- | --------- | ------------- |
| 10               |      |      | 75×137    | 1956年10月1日 |
| 20               |      |      | 85×155    | 1956年3月29日 |
| 50               |      |      | 95×173    | 1957年6月14日 |
| 100              |      |      | 105×191   | 1957年6月14日 |
| 500              |      |      | 115×210   | 1957年6月14日 |
| 1000             |      |      | 125×228   | 1957年6月14日 |

### 第六版紙幣（1976）
第六版紙幣由Ernst 和 Ursula Hiestand 設計，並由蘇黎世的 Orell Füssli 印製。該系列包含10、20、50、100、500 和 1000 瑞士法郎的面額。
這些紙幣從 1976 年 10 月 4 日起分批發行，並於 2000 年 5 月 1 日正式回收。然而，瑞士國家銀行仍然無限期接受這些紙幣，並可按照面值全額兌換。
| 面額（瑞士法郎） | 正面 | 反面 | 尺寸 (mm) | 發行日期      |
| ---------------- | ---- | ---- | --------- | ------------- |
| 10               |      |      | 66×137    | 1979年11月5日 |
| 20               |      |      | 70×148    | 1979年4月4日  |
| 50               |      |      | 74×159    | 1978年10月4日 |
| 100              |      |      | 78×170    | 1976年10月4日 |
| 500              |      |      | 82×181    | 1978年4月4日  |
| 1000             |      |      | 86×192    | 1978年4月4日  |

### 第七版紙幣（1984）
第七版紙幣於 1980 年代設計，屬於儲備貨幣，其外觀與相關資訊未向公眾公開（被稱為秘密儲備貨幣）。這些紙幣的設計是為了應對當時流通紙幣遭到大規模偽造的情況。然而，這也是最後一套儲備紙幣。從第八版開始，瑞士國家銀行選擇不再發行儲備紙幣，而是持續改進現有紙幣的安全技術。
目前，第七版紙幣的設計已被公開。該系列與第六版相似，紙幣上描繪的人物基本相同，但採用了不同的設計參考。唯一的人物變動是1000法郎上的奧古斯特-亨利·福雷爾被路易·阿加西取代。
| 面額（瑞士法郎） | 正面 | 反面 | 尺寸 (mm) | 發行日期 |
| ---------------- | ---- | ---- | --------- | -------- |
| 10               |      |      | 66×137    | 沒有流通 |
| 20               |      |      | 70×148    | 沒有流通 |
| 50               |      |      | 74×159    | 沒有流通 |
| 100              |      |      | 78×170    | 沒有流通 |
| 500              |      |      | 82×181    | 沒有流通 |
| 1000             |      |      | 86×192    | 沒有流通 |

## 备注
1. . 中华人民共和国国家质量监督检验检疫总局/中国国家标准化管理委员会. 2008-07-01.
2. ↑  瑞士法郎是法定貨幣，但歐元也被廣泛使用。
3. ↑  瑞士法郎被廣泛使用，但歐元為法定貨幣。
4. ↑  Andrej Abplanalp: Der erste Schweizer Franken im Blog des Schweizerischen Nationalmuseums vom 29. November 2021
5. ↑  Vgl. Liste der Wechselkurse (Goldstandard).
6. ↑  Carl Otto: Der Haussekretär. Berlin 1913, S. 485, 3. Umschlagseite.
7. ↑  Von A–Z: Das Konversationslexikon. Berlin 1932, Sp. 417 ff.
8. ↑  Nationalbank legt Mindestkurs von 1.20 Franken pro Euro fest. Schweizerische Nationalbank (SNB), 6. September 2011 (Medienmitteilung; PDF; 55 kB).
9. ↑  SNB-Präsident Hildebrand äussert sich zu den Massnahmen der Nationalbank. In: SRF News. 6. September 2011 (Video; 2 min).
10. ↑  Nationalbank hebt Mindestkurs auf und senkt Zins auf −0,75 %. Weitere Verschiebung des Zielbandes in den negativen Bereich. SNB, 15. Januar 2015 (Medienmitteilung; PDF; 85 kB).
11. ↑  . 2015年2月13日  [2016-02-19]. （原始内容存档于2020-10-30）.
12. ↑  . 瑞士國家銀行. 2024-10-30 （瑞士高地德语）.
13. ↑  . Swissinfo.   [2018年11月9日]. （原始内容存档于2020年6月1日）.
14. ↑  . 知乎.   [2018年4月1日]. （原始内容存档于2021年4月15日）.
15. ↑  XE.com的匯率近似值（四捨五入至整數位）（2019-04-14 00:00 UTC）
16. ↑  .   [2018-04-01]. （原始内容存档于2021-04-15）.
17. ↑  Roland Rino Büchel: Wie viel kostet die Herstellung der Schweizer Münzen und Banknoten? （页面存档备份，存于） In: parlament.ch (Antwort des Bundesrates vom 10. Juni 2013).
18. ↑  Erste Banknotenserie (1907). SNB.
19. ↑  Vierte Banknotenserie (1938). SNB.
20. ↑  Fünfte Banknotenserie (1956). SNB.
21. ↑  Merkblatt zum Umtausch von zurückgerufenen Banknoten. SNB, 14. November 2019 (PDF; 0,8 MB).
22. ↑  . SNB.

## 外部連結
- （德文） Schweizer-Franken.ch, Information about the Swiss Franc
- （英文） Colnect.com, Swiss banknotes catalog
- （英文） 瑞士硬幣 (目錄和畫廊) （页面存档备份，存于）